# Білоконь Микола Васильович
Микола Васильович Білоконь (нар. 22 березня 1955, с. Могилівка, Жмеринський район, Вінницька область) — Міністр внутрішніх справ України у 2003–2005 рр. Генерал-полковник міліції.

## Біографія
Освіта: вища, 1981 року закінчив Київську вищу школу МВС, 1992 року Академію МВС, кандидат юридичних наук.
У 1973–1975 рр. проходив службу у лавах Збройних сил. З 1975 р. по 1994 р. працював в органах внутрішніх справ на посадах: інспектора відділу карного розшуку, інспектора управління охорони громадського порядку, старшого інспектора управління охорони громадського порядку, командира роти ППСМ УВС, заступника начальника Мінського РВВС м. Києва, заступника начальника управління охорони громадського порядку УВС, начальника організаційного відділу міліції громадської безпеки МВС України.
З 1994 р. по 1996 р. працював у центральному апараті МВС України на посадах: заступника начальника Головного управління охорони громадського порядку МВС України, першого заступника начальника Головного управління адміністративної служби міліції МВС.
З 1996 р. по 1999 р. — начальник Головного управління адміністративної служби міліції МВС України. З 1999 р. по 2001 р. — начальник Управління МВС України в Кіровоградській області. З листопада 2001 р. — заступник Глави Адміністрації Президента України — керівник Головного управління з питань судової реформи, діяльності військових формувань та правоохоронних органів.
З 27 серпня 2003 р. по 3 лютого 2005 року — Міністр внутрішніх справ України.
2005 Микола Білоконь залишив Україну, аби уникнути кримінального переслідування після перемоги Помаранчевої революції. У пресі була опублікована копія паспорта колишнього Міністра внутрішніх справ України Миколи Білоконя, яка свідчить про наявність у нього російського громадянства.
Зараз працює у Міністерстві юстиції Російської Федерації.

## Нагороди
- Орден «За заслуги» II ст. (22 серпня 2002) — за значний особистий внесок у державне будівництво, багаторічну сумлінну працю та високий професіоналізм[6]
- Орден «За заслуги» III ст. (23 серпня 1998) — за вагомий особистий внесок у боротьбу зі злочинністю, зміцнення законності й правопорядку, захист законних прав і свобод громадян, високий професіоналізм[7]
- Відзнака «Іменна вогнепальна зброя» (22 серпня 2000)[8]
- Почесна грамота Кабінету Міністрів України (22 березня 2004) — за вагомий особистий внесок у справу боротьби із злочинністю, зміцнення законності та правопорядку, високий професіоналізм[9]
- Медаль «За відмінну службу з охорони громадського порядку» (05.1990).